# Stazione di Milano Porta Nuova (1931)
La stazione di Milano Porta Nuova, indicata anche a livello informale come stazione delle Varesine, fu la denominazione assunta nel 1931 da una parte della vecchia stazione Centrale di Milano che non fu dismessa in occasione dell'apertura della nuova stazione Centrale.

## Storia

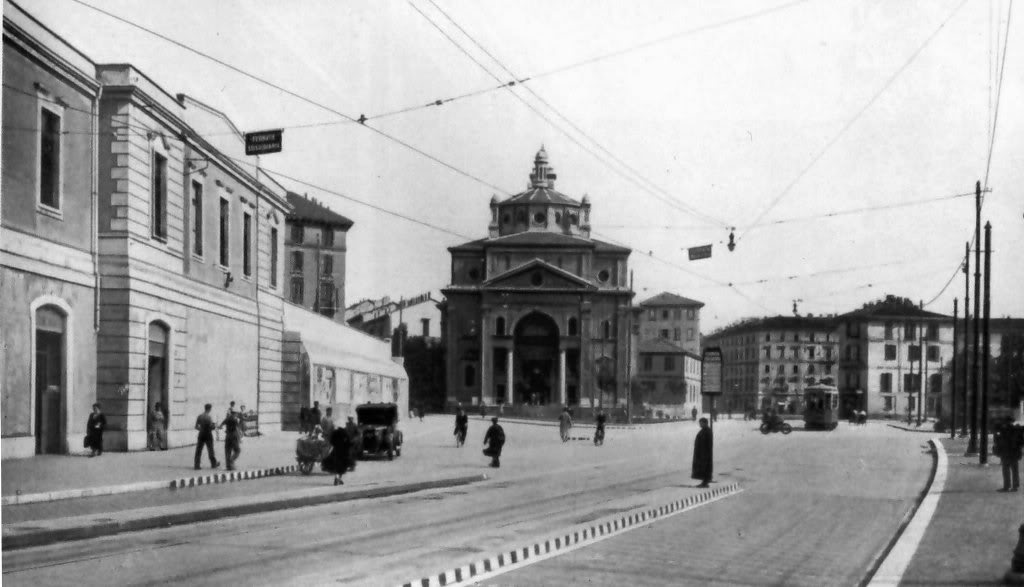
Sulla sinistra, il fabbricato viaggiatori della stazione di Porta Nuova, visto da via Galilei. Sullo sfondo, la chiesa di San Gioachimo.

La stazione vista dall'alto

L'area "ex varesine" in un'immagine degli anni settanta. Sullo sfondo sono visibili il luna park, la torre Breda e la cupola della chiesa di san Gioachimo.

Quando nel 1901 fu elettrificata la linea per Varese e Porto Ceresio, un fascio di binari situati nel piazzale ovest della stazione Centrale esistente all'epoca furono attrezzati con alimentazione elettrica a terza rotaia a corrente continua da 650 volt.
Nel 1931, con la dismissione della vecchia stazione Centrale e l'inaugurazione di quella attuale, si decise di mantenere provvisoriamente in funzione questa sezione, che fu ridenominata Milano Porta Nuova, riprendendo il nome di due precedenti stazioni milanesi: quella del 1840 e quella del 1850.
Poiché veniva utilizzata soprattutto dai convogli da e per la provincia di Varese, la stazione fu conosciuta informalmente con il nome di Varesine.
In epoca successiva l'elettrificazione della linea venne convertita a 3000 volt in corrente continua tramite linea aerea.
L'arretramento della stazione di Porta Nuova nell'area della stazione merci PV fu previsto nel Piano milanese del 1953 e fu dettato dalla necessità di liberare una vasta area centrale per la città, che si sarebbe raccordata a quelle già designate per ospitare il nuovo Centro Direzionale.
La stazione di Porta Nuova fu dismessa il 5 novembre 1961 in favore del nuovo impianto di Porta Garibaldi, aperto lo stesso giorno.

### "Le Varesine" e il naufragio del Centro Direzionale di Milano
L'assenza di provvedimenti concreti volti a frenare la terziarizzazione del centro, avvantaggiando l'insediamento sulle nuove aree, sancì il fallimento del progetto relativo al Centro Direzionale di Milano, al punto che l'intera superficie in precedenza occupata dallo scalo rimase incolta ed inedificata fino al 1978, quando fu formalmente bloccata dal comune e dichiarata di interesse generale.
Parte dell'area, rimasta a terra battuta, venne occupata in concessione nel 1964 da un luna park permanente (ideato e gestito da Cesare Pelucchi, che nel decennio successivo sarà anche uno dei gestori del famoso parco divertimenti Gardaland), chiamato anch'esso "Le Varesine", conservando la tradizione del nome, e per anni fu anche l'area di attendamento dei circhi che si fermavano in città per gli spettacoli durante la stagione invernale.
Nel 2004 fu approvato un progetto di urbanizzazione, denominato Progetto Porta Nuova, che eliminò il luna park ed avviò un programma di riqualificazione urbana per l'area.